# Experiencia prematrimonial
Experiencia prematrimonial és una pel·lícula dramàtica hispano-italiana del 1972 dirigit per Pedro Masó amb guió de José Luis Martín Descalzo i Víctor Ruiz Iriarte, l'argument del qual gira entorn de la joventut al final de la dictadura franquista des de la perspectiva dels problemes ètics d'una jove. Entre els seus protagonistes es troba l'actriu italiana Ornella Muti que comença la seva carrera a Espanya.

## Argument
Sandra és una jove universitària que es comporta en contra dels principis d'ètica dels seus pares. Deixa la seva casa i dona principi a l'experiència de la convivència de manera marital. Al principi sembla bastant feliç, però després comencen els problemes i aquests s'accentuen amb la infidelitat del seu home, donant-se a entendre que els pares tenien raó en estar en contra d'ella.

## Repartiment
- Ornella Muti - Sandra Espinosa
- Alberto Closas - Eduardo, pare de Luis
- Alessio Orano - Luis
- Ismael Merlo - Andrés, pare de Sandra
- Mabel Karr - Mare de Luis
- Carlos Lemos - professor
- Helga Liné - Beatriz
- Marta Baizán - Belén
- Inma de Santis - Bibi
- Julia Gutiérrez Caba - May

## Premis
Va obtenir el 4t premi als Premis del Sindicat Nacional de l'Espectacle de 1972.